# Beacon (álbum de Silver Apples)
Beacon é o terceiro álbum de estúdio do grupo Silver Apples, embora tenha sido lançado antes de The Garden produzido anteriormente, é considerado o terceiro álbum da cronologia da banda. Contou com Steve Albini na produção como engenheiro de som.
| Críticas profissionais                                                      | Críticas profissionais |
| Avaliações da crítica                                                       | Avaliações da crítica  |
| Fonte                                                                       | Avaliação              |
| --------------------------------------------------------------------------- | ---------------------- |
| allmusic                                                                    | [ 2 ]                  |
| Esta tabela precisa de ser acompanhada por texto em prosa. Consulte o guia. |                        |

## Faixas
1. "I Have Known Love" (Lewellen, Silver Apples) - 3:46
2. "Together" (Silver Apples, Simeon) - 4:12
3. "Love Lights" (Silver Apples, Simeon) - 4:23
4. "You and I" (Silver Apples, Simeon) - 4:20
5. "Hocus Pocus" (Silver Apples, Simeon) - 3:21
6. "Cosmic String" (Silver Apples, Simeon) - 5:04
7. "Ancient Path" (Silver Apples, Simeon) - 4:09
8. "The Dance" (Simeon) - 3:35
9. "The Gift" (Silver Apples, Simeon) - 5:13
10. "Daisy" (Simeon) - 5:24
11. "Misty Mountain" (Lewellen, Silver Apples) - 4:22

## Créditos
- Steve Albini: engenharia de som.
- Xian Hawkins: teclados.
- Michael Lerner: bateria.
- Simeon: teclado, vocal, oscilador eletrônico.
- Nick Webb: masterização.